# 山中幸満
山中 幸満（やまなか ゆきみつ）は、室町時代後期から戦国時代にかけての武将。尼子氏の家臣。尼子十勇士の筆頭・山中幸盛の曾祖父。

## 経歴
長禄元年（1457年）、尼子清定により幽閉され55歳で病死した父・山中幸久の後を継ぐ。尼子氏当主の清定とまだ対立していたものの仕える事を許された。
家督継承後の事績は不明であるが、子・勝重がまだ若年である為、月山富田城奪取戦に参加したと推測される。戦後、当主・尼子経久は富田城に入城し、幸満と勝重を家老に任じた。永正3年（1506年、死去。
なお、『佐々木文書』には山中氏始祖・山中幸久の存在は無い。